# 1. Division
La 1. Division, anche nota come NordicBet Liga per motivi di sponsorizzazione, è la serie cadetta del campionato danese di calcio. Dal 1945 al 1991 con questo nome si identificava la massima serie del campionato, ma con la nascita della Superligaen è diventata il secondo livello della struttura calcistica danese.

## Formato
Il campionato è costituito da 12 squadre che giocano un girone all'italiana con gare di andata e ritorno, per un totale di 22 giornate. Al termine di esse, le prime 6 giocano un girone promozione, con le prime due che vengono promosse in Superligaen, mentre le ultime 6 giocano un girone retrocessione per decretare le due squadre retrocesse in 2.Division.

## Storia
La 1.Division nasce all'indomani della seconda guerra mondiale come campionato di vertice, in sostituzione della Championship League. La stagione inaugurale vedeva al via 10 squadre, ma vi sono stati diversi cambi di formato nel corso degli anni: nel 1958 si verificò un allargamento a 12 partecipanti, nel 1975 si arrivò a 16, fino ad arrivare a 17 a partire dal 1986.
Nel 1991 la federazione diede vita alla Superligaen, che fu introdotta come nuovo campionato di vertice, mentre la 1. Division divenne la serie cadetta, con entrambe che adottarono nuovamente un calendario da autunno a primavera.

### Sponsor
In ordine cronologico, le aziende che hanno sponsorizzato il campionato sono state:
- Viasat (2007-2009)
- Nessuno sponsor (2009-2011)
- Betsafe (2012-2013)
- NordicBet (2013-2014)
- Bet25 (2015-16)
- NordicBet (2017-2025)
- Betnia (2025-)

## Squadre
Stagione 2025-2026
| Club          | Città      | Stadio             |
| ------------- | ---------- | ------------------ |
| Aalborg       | Aalborg    | Aalborg Stadion    |
| Aarhus Fremad | Aarhus     | Riisvangen Stadion |
| B.93          | Copenaghen | Østerbro Stadium   |
| Esbjerg       | Esbjerg    | Blue Water Arena   |
| HB Køge       | Køge       | Herfølge Stadion   |
| Hillerød      | Hillerød   | Hillerød Stadium   |
| Hobro         | Hobro      | DS Arena           |
| Horsens       | Horsens    | CASA Arena Horsens |
| Hvidovre      | Hvidovre   | Hvidovre Stadion   |
| Kolding       | Kolding    | Autocentralen Park |
| Lyngby        | Lyngby     | Stadio Lyngby      |
| Middelfart    | Middelfart | Middelfart Stadion |

## Albo d'oro

### Come campionato di seconda divisione
- 1991:  Næstved
- 1991-1992:  B1909
- 1992-1993:  Ikast FS
- 1993-1994:  Næstved
- 1994-1995:  Herfølge
- 1995-1996:  Hvidovre
- 1996-1997:  Ikast FS
- 1997-1998:  Viborg
- 1998-1999:  Odense
- 1999-2000:  Midtjylland
- 2000-2001:  Esbjerg
- 2001-2002:  Køge BK
- 2002-2003:  Herfølge
- 2003-2004:  Silkeborg
- 2004-2005:  SønderjyskE
- 2005-2006:  Vejle
- 2006-2007:  Lyngby
- 2007-2008:  Vejle
- 2008-2009:  Herfølge
- 2009-2010:  Horsens
- 2010-2011:  Aarhus
- 2011-2012:  Esbjerg
- 2012-2013:  Viborg
- 2013-2014:  Silkeborg
- 2014-2015:  Viborg
- 2015-2016:  Lyngby
- 2016-2017:  Hobro
- 2017-2018:  Vejle
- 2018-2019:  Silkeborg
- 2019-2020:  Vejle
- 2020-2021:  Viborg
- 2021-2022:  Horsens
- 2022-2023:  Vejle
- 2023-2024:  SønderjyskE
- 2024-2025:  Odense